# 松本亜希
松本 亜希（まつもと あき、1986年5月22日 - ）は、日本のファッションモデルである。別名義に松本アキ。
埼玉県出身。

## 主な活動

### テレビ
- お笑いワイドショー マルコポロリ!（関西テレビ、2008年9月14日・21日）ゲスト
- ロンQ!ハイランド（日本テレビ、2008年9月28日）
- 音笑!MMM!（読売テレビ、2008年10月2日～2009年3月）レギュラー
- オビラジR （TBS、2008年10月14日）ゲスト
- ジャイケルマクソン（毎日放送、2008年10月15日）「前代未聞!ガチンコ公開オーディション!!」
- easy sports（テレビ朝日、2009年3月10日～3月13日）ランナーとして浅草、隅田川、向島を走る。[3]
- 東京上級デート （テレビ朝日、2012年10月31日）＃30 北千住

### ラジオ
- Kensho TV presents フレスタ（Inter FM、2008年7月～ ）
- われらイマドキッ!〜DOKODOKI商品研究所〜（MBSラジオ、2010年4月～10月）

### 雑誌モデル
- S Cawaii!（主婦の友社専属モデル、2008年5月号～ ）

### ショーモデル
- 第2回渋谷ガールズコレクション 2007 AUTUMN/WINTER （2007年9月）
- KOBE COLLECTION 2008 AUTUMN/WINTER（2008年8月）

### CM
- ファンタZEROレモン・里中れもん役（コカ・コーラ、2008年）

### PV
- LGYankees＆GIPPER「KO.A.KU.MA feat.NOA」